# Carissa andamanensis
Carissa andamanensis är en oleanderväxtart som beskrevs av L.J.Singh och Murugan. Carissa andamanensis ingår i släktet Carissa och familjen oleanderväxter. Inga underarter finns listade i Catalogue of Life.